# Сан-Роке (Понта-Делгада)
Сан-Роке (порт. São Roque) — район (фрегезия) в Португалии, входит в округ Азорские острова. Расположен на острове Сан-Мигел. Является составной частью муниципалитета Понта-Делгада. Население составляет 4414 человека на 2001 год. Занимает площадь 7,16 км².
Покровителем района считается Рох из Монпелье (порт. Roque de Montpellier).